# Никола Чакъров
Никола (Кольо) Чакъров е български революционер, деец на Македонската младежка тайна революционна организация (ММТРО), застрелян от сръбските власти за пробългарска дейност.

## Биография
Роден е през 1901 година в Дойран във видно българско семейство. Градът пострадава силно през Междусъюзническата война и напълно разрушен през Първата световна война, голяма част от населението му избягва в България, където се озовава и Никола Чакъров. Завършва VII клас в София и се връща в Дойран, който след Първата световна война е част от Кралството на сърби, хървати и словенци (Югославия).
Влиза в ММТРО през 1924 година заедно с приятеля си от детинство Димитър Гюзелев и двамата заедно работят за ММТРО, както пише вдовицата му като „защитаваше интересите на поробените свои братя срещу неправдите и насилията на тираните-поробители и сърбоманската мафия, с което закрепваше чувството за българщина у своите съграждани“. За властите е ясно, по думите на Д. Чакъров, че „цѣлият духовно национален живот в Дойран се върти около Кольо Чакъров“ и го взимат за прицелна точка. През нощта на 10 април 1926 година е убит в дома си с изстрел през прозореца, докато държи в ръце малката си дъщеричка. Вдовицата му пише „падна мъртъв, държейки в ръце детето си, и с това още един син на България се нареди към върволицата от български синове, паднал за родината край славния Дойран“.
На 20 април 1943 година вдовицата му София Чакърова, на 38 години, родена във Вракуповица, жителка на Скопие, подава молба за българска народна пенсия, която е одобрена и пенсията е отпусната от Министерския съвет на Царство България.